# The Class Struggle
The Class Struggle, "A luta de classe"(em português), foi uma revista sobre teorias marxistas bimensual publicada na cidade de Nova York pela Socialist Publication Society.  Em uma reunião especial da Socialist Publication Society em outubro de 1919, foi decidido transferir a propriedade de The Class Struggle, juntamente com todos os panfletos e livros publicados durante a sua existência ao Communist Labor Party.